# Правители Лаоса
На территории нынешнего Лаоса образовывались поочерёдно несколько разных государств. Наиболее значительные — Лансанг и Луанг-прабанг.

## Правители Лансанга
- Фа Нгун, 1353—73
- Сам Сене Таи, 1373—1416
- Лам Кхан Денг, 1416—28
- Помматат, 1428—29
- Пак Хуей Луонг, 1429—30
- Тоа Саи, 1430
- Найя Кхан, 1430—1430
- Чиен Сан, 1433—34
- Неизвестный, 1434—35
- Кам Кхеут, 1435—38
- Саи Тиакапат, 1438—79
- Тене Кхам, 1479—86
- Ла Сене Таи, 1486—96
- Саи Пу, 1496—1501
- Ви Сун, 1501—20
- Поти Сарат, 1520—48
- Сеттатират, 1548—71
- Сене Сулинта, 1571—75
- Маха Упахат, 1575—80
- Сене Сулинта, 1580—82
- Накхоне Нои, 1582—83
- Междуцарствие, 1583—89
- Нукео Коумане, 1591—96
- Таммикарат, 1596—1622
- Упагнуварат, 1622—23
- Поти Сарат II, 1623—27
- Мони Кео, 1627—?
- Упагноварат, ?
- Тоне Кхам, ?
- Висаи, ?—1637
- Сулинга Вонгса, 1637—94
- Тиан Тала, 1694—1700
- Нан Тарат, 1700
- Саи Онг Хюэ, 1700—1707

## Правители Луанг-Прабанга
- Кинг Китсарат, 1707-26
- Кхамоне Нои, 1727—27
- Инта Саи, 1727—76
- Сотика Кумане, 1776—81
- Тяо Вонг, 1781—1817
- Междуцарствие, 1787—91
- Анурут, 1781—1817
- Манта турат, 1817—36
- Сука Сеум, 1836—51
- Тиантха, 1851—72
- Ун Кхам, 1872—87

междуцарствие, 1887—1894
- Закарин, 1894—1904
- Сисаванг Вонг, 1904—46, и как король Лаоса, 1946—59
- Саванг Ватхана, 1959—1975

### Королевский дом в изгнании
- Суливонг Саванг, с 1978

## Президенты Народно-демократической республики Лаос
В 1975 г. провозглашена Лаосская Народно-Демократическая Республика. Президентом становится Суфанувонг, премьер-министром — Кейсон Фомвихан.
Политические партии
- Народно-революционная партия Лаоса

Список
| № | Портрет | Имя (Дата рождения и смерти)                                 | Даты правления  | Даты правления  | Даты правления  | Партия                             |
| № | Портрет | Имя (Дата рождения и смерти)                                 | Начало          | Конец           | В должности     | Партия                             |
| - | ------- | ------------------------------------------------------------ | --------------- | --------------- | --------------- | ---------------------------------- |
| 1 |         | Суфанувонг (1909–1995)                                       | 2 декабря 1975  | 15 августа 1991 | 15 лет 256 дней | Народно-революционная партия Лаоса |
| — |         | Пхуми Вонгвичит (1909–1994) И.о. Президента (за Суфанувонга) | 31 октября 1986 | 15 августа 1991 | 4 года 288 дней | Народно-революционная партия Лаоса |
| 2 |         | Кейсон Фомвихан (1920–1992)                                  | 15 августа 1991 | 21 ноября 1992  | 1 год 98 дней   | Народно-революционная партия Лаоса |
| 3 |         | Нухак Пхумсаван (1910–2008)                                  | 25 ноября 1992  | 24 февраля 1998 | 5 лет 91 день   | Народно-революционная партия Лаоса |
| 4 |         | Кхамтай Сипхандон (1924 – н. в.)                             | 24 февраля 1998 | 8 июня 2006     | 8 лет 104 дня   | Народно-революционная партия Лаоса |
| 5 |         | Тюммали Сайнясон (1936 – н. в.)                              | 8 июня 2006     | 20 апреля 2016  | 9 лет 317 дней  | Народно-революционная партия Лаоса |
| 6 |         | Буннянг Ворачит (1937 – н. в.)                               | 20 апреля 2016  | 22 марта 2021   | 9 лет 102 дня   | Народно-революционная партия Лаоса |
| 7 |         | Тхонглун Сисулит (1945 – н. в.)                              | 22 марта 2021   | В должности     | 4 года 131 день | Народно-революционная партия Лаоса |